# 外薗大志

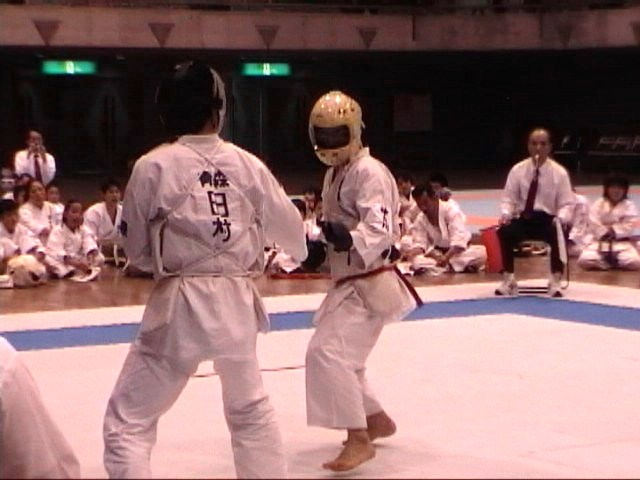
外薗選手(右)

外薗 大志（ほかぞの たいし、1981年 - ）は、日本の防具付き空手、寸止め空手選手。
全日本空手道連盟錬武会 海老名・厚木支部所属。全空連公認段位四段および錬武会四段。神奈川県連盟の指定強化選手。慶應義塾大学空手道部元主将、現コーチ。
錬武会の大会に出場する一方で、慶應義塾大学で大学選手権に出場し、国体選手にも二度選ばれるなど、防具付きと寸止めを両立している選手である。

## 来歴
空手道は6歳から始め、22歳で神奈川県代表として国体に出場。
翌年、第43回全国防具付空手道選手権大会においては、長らく宮城県勢一強時代だった一般男子組手の部で初優勝をする。
その後はしばらく優勝から遠ざかるものの、第47回全国大会、第48回全国大会では2年連続で決勝で田村惣太（青森）と対戦し、いずれも延長戦終了まで両者技ありを奪う事が出来ない展開ながら、積極的に技を仕掛けた外薗が旗判定で勝利し、連覇を達成。第49回大会では決勝に進出したものの、関東大会で負け越している鈴木康史（埼玉）相手に敗れ、三連覇はならなかった。
組手スタイルは錬武会らしく相手の背中まで打ち抜くような強打であるが、仕掛ける間合いは全空連の寸止めルール的で非常に遠い。離れた距離から瞬時に極める追い突きを得意とする。しかし近藤飛鳥をはじめとした、宮城県勢のカウンターには苦戦を強いられている。また、関東大会では忍誠館の鈴木康史（埼玉）相手に負け越し、鈴木が準々決勝で敗退した第23回大会まで優勝できていなかった。
今後も防具付空手と寸止め空手の両立を続ける意向で、「防具付ルール、WKFルール両方で勝てる選手を目指す。それが防具付空手の普及に繋がる」と月刊空手道のインタビューで語っている。
形も得意としており、錬武会の全国大会では過去6度の優勝を誇る。

## 人物
- 学歴は慶應義塾大学文学部卒業、同大学院後期博士課程修了。ドイツ文学、メディア・コンテンツ研究を専門分野としていた。
- 文武芸哲実五道を目指し、座右の銘は「歴史を学ばぬ者は快楽に溺れる」。
- 現在はプロ家庭教師、塾講師を本職とし、「場」と「教育」の新しい形を研究・実践しながら塾経営に向けて起業準備中とのこと。

## 戦績
- 第58回国民体育大会（NEW!!わかふじ国体）成年男子組手個人戦 出場
- 第1 - 7回 黒川杯空手道選手権交流大会 総合優勝
- 第23回 関東防具付空手道選手権大会 組手の部 優勝
- 第38、39、41 - 44回 全国防具付空手道選手権大会 形の部 優勝
- 第43、47、48回 全国防具付空手道選手権大会 組手の部 優勝
- 全日本空手道連盟錬武会 国際大会（アラスカ支部主催） 総合優勝